# 卡姆鲁布县
卡姆鲁布县（Kamrup district）是印度的一個縣，位於該國東北部，由阿薩姆邦負責管轄，面積6,882平方公里，每年平均降雨量1,400毫米，2011年人口3,596,292，人口密度每平方公里523人。
26°20′N 91°15′E / 26.333°N 91.250°E